# Caja CAAT

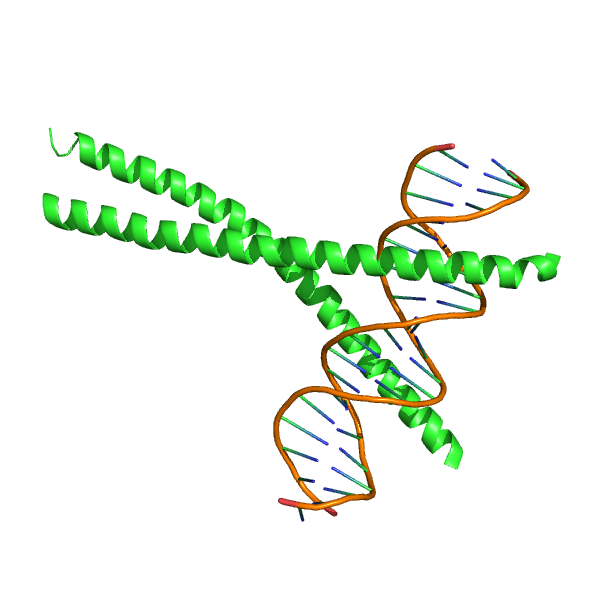
Estructura cristalina de CCAAT/potenciador de proteína alfa de unión

En biología molecular, una caja CCAAT (también abreviada como caja CAAT o caja CAT) es una secuencia de nucleótidos con el siguiente consenso: 5'-GGNCAATCT-3'. Esta secuencia se localiza unas 75-80 pares de bases corriente arriba respecto del sitio de inicio de la transcripción. La caja CAAT señaliza el sitio de unión de los factores de transcripción del ARN, y habitualmente está acompañado por una secuencia consenso (consensus sequence, en inglés) muy conservada. Esta secuencia de ADN invariante consta de menos de 70 pares de bases desde el origen del sitio de inicio de la transcripción en muchos promotores eucariotas. Los genes que poseen este elemento en sus regiones promotoras parecen necesitar su presencia para ser transcritos en cantidades significativas. Esta caja se suelen encontrar ausente en genes que codifican proteínas utilizadas en prácticamente todas las células. La caja CAAT y la caja GC se caracterizan por el hecho de que unen factores de transcripción generales. CAAT y GC se encuentran localizados principalmente en la región situada entre 100 y 150 pares de bases corriente arriba desde la caja TATA. Se requiere la unión de proteínas específicas para la activación de la caja CAAT. Estas proteínas se conocen como proteínas de unión a la caja CCAAT. Las cajas CAAT se caracterizan también por el hecho de que con frecuencia se encuentran en las regiones codificantes del genoma de eucariotas, pero no en las de procariotas.